# Evgenij Frolov
Evgenij Konstantinovič Frolov (in russo Евгений Константинович Фролов?, traslitterazione anglosassone Yevgeny Konstantinovich Frolov; Železnogorsk, 5 febbraio 1988) è un calciatore russo, portiere del Kryl'ja Sovetov Samara.